# Мюнхгаузен, Бёррис фон
Бёррис Альбрехт Конон Август Генрих барон фон Мюнхгаузен (нем. Börries Albrecht Conon August Heinrich Freiherr von Münchhausen; 20 марта 1874 года — 16 марта 1945 года) — немецкий поэт-неоромантик, писатель, видный официозный литератор при Гитлере.

## Биография
Принадлежал к роду Мюнхгаузенов. Отец — Бёррис фон Мюнхгаузен-Моринген (1845—1931), мать — Клементина, урождённая фон дер Габеленц (1846—1913).
Учился в школе при монастыре Ильфельд, затем посещал лицей в Ганновере. Высшее образование в области права и политологии получил в Геттингене, Берлине и Мюнхене. В 1899 году защитил в Лейпциге диссертацию по теме Über die Pflicht zur Anzeige («О недоносительстве») и стал доктором права, после чего вернулся в Геттинген. В 1898 году заинтересовался литературой и философией, редактировал журнал Musenalmanach Göttinger Studenten.
Во время Первой мировой войны служил обер-лейтенантом в Королевской саксонской кавалерии, а с 1916 года находился в распоряжении Иностранного отдела Верховного командования. С 1914 по 1920 годы возглавлял общественную организацию Heimatbunds Niedersachsen. После войны занялся делами своего имения в Виндишлойбе и литературной деятельностью. В 1925 году был редактором двух журналов: Volk und Rasse и Volk im Wort.
В начале 1930-х годов, вместе с двоюродным братом, искусствоведом Гансом фон дер Габеленцем, основал в Азенахе Немецкую академию поэзии. С 1932 по 1937 годы на встречи академии собирались поэты-националисты Вартбурга. Впоследствии из академии была сформирована поэтическая секция Немецкой академии литературы.
После прихода к власти национал-социалистов Мюнхгаузен в 1933 году был принят в Немецкую академию литературы, из которой к тому моменту ушли или были изгнаны многие прежние академики. Через год он стал сенатором академии. В октябре 1933 года Мюнхгаузен в числе 88 членов академии присягнул на верность Адольфу Гитлеру, а в 1934 году, после смерти президента Гинденбурга, подписал воззвание к работникам искусств о поддержке объединения постов президента и канцлера.
В это же время Мюнхгаузен, в текстах которого ранее были замечены антисемитские настроения, прямо заявил, что доля евреев среди «дезертиров, преступников и осуждённых в сто-двести раз выше, чем их доля в общем населении». Он начал кампанию против современных авторов, таких как Готфрид Бенн. Экспрессионистские стихи последнего были объявлены дегенеративным искусством, а Мюнхгаузен заявлял о еврейском происхождении поэта, безосновательно утверждая, что Бенн — еврейская фамилия.
На исходе 1930-х годов Мюнхгаузен постепенно отошёл от политики, но оставался одним из наиболее поддерживаемых национал-социалистами авторов. Собственная его позиция была двойственной: с одной стороны, он редактировал тексты еврейских и политически неблагонадёжных авторов, с другой — требовал в их отношении принятия жёстких мер.
В 1944 году Мюнхгаузен был включён в Gottbegnadeten-Liste — список работников искусств, не подлежащих призыву на фронт в условиях ухудшения ситуации на фронтах. Мюнхгаузен входил в дополнительный список писателей, которым предписывалось участвовать в «культурной жизни фронта».
16 марта 1945 года, через три месяца после смерти жены, Бёррис фон Мюнхгаузен покончил с собой, приняв большую дозу снотворного.

## Творчество
Первые сочинения Бёрриса фон Мюнхгаузена относятся к его студенческим годам. В 1897 году он выпустил первый поэтический сборник Gedichte. Следующая книга, Juda, появилась в 1900 году. Поэт использовал в творчестве еврейскую мифологию наравне с греческой и индийской, выказывая не только знание библейских сюжетов, но и хорошую осведомлённость о современных иудейских традициях. С 1898 по 1905 годы Мюнхгаузен публиковал в журнале Göttinger Musenalmanach свои баллады в традиционном стиле, которые, переложенные на музыку, были популярны среди молодёжи и использовались движением Вандерфогель.
После 1933 года Мюнхгаузен практически не писал новых произведений и занимался переизданием прежних работ. После окончания войны для стихов Мюнхгаузена нашлось место в школьных пособиях ФРГ, например, в Deutsche Dichtung der Neuzeit. Für die Oberstufe höherer Schulen ausgewählt von Ernst Bender.С 1960-х годов интерес к его поэзии стал угасать, хотя две баллады Мюнхгаузена вошли в антологию Marcel Reich-Ranickis Kanon.

## Награды и премии
- Премия фонда Шиллера (1923)
- Silberne Wartburg-Dichterrose
- Почётный доктор философии
- Почётный гражданин Гёттингена (1937)
- Почётный гражданин Альтенбурга (1944)

### Поэзия (первые издания)
- Gedichte (нем.). — Göttingen: Lüder Horstmann, 1897. — 176 S.
- Juda: Gesänge (нем.) / Buchschmuck von E. M. Lilien. — Berlin: Lattmann, 1900. — 100 S.
- Balladen (нем.). — Berlin: Breslauer u. Meyer, 1901. — 94 S.
- Ritterliches Liederbuch (нем.). — Berlin-Goslar-Leipzig: Lattmann, 1903. — 99 S.
- Die Balladen und ritterlichen Lieder (нем.). — Berlin: Egon Fleischel, 1908. — 245 S.
- Das Herz im Harnisch: Neue Balladen und Lieder (нем.). — Berlin: Egon Fleischel, 1911. — 135 S.
- Alte und neue Balladen und Lieder (нем.). — Berlin: Egon Fleischel, 1915. — 95 S.
- Die Standarte: Balladen und Lieder (нем.). — Berlin: Egon Fleischel, 1916. — 201 S.
- Eine Auswahl aus dem Gesamtwerk des Freiherrn Börries von Münchhausen (нем.). — Berlin: Egon Fleischel, 1920. — 96 S.
- Schloß in Wiesen: Balladen und Lieder (нем.). — Stuttgart-Berlin: Deutsche Verlags-Anstalt, 1921. — 149 S.
- Das Balladenbuch (нем.). — Stuttgart: Deutsche Verlagsanstalt, 1924. — 351 S.
- Das Liederbuch (нем.). — Stuttgart: Deutsche Verlagsanstalt, 1928. — 394 S.

### Переводы на русский язык
- Мюнхгаузен, Бёррис фон. Последний рыцарь: Избранные стихотворения (на немецком и русском языках) / перевод Е. В. Лукина. — СПб.: Скифия, 2019. — 168 с. — ISBN 978-5-00025-158-4.